# Ferdinand Battlehner

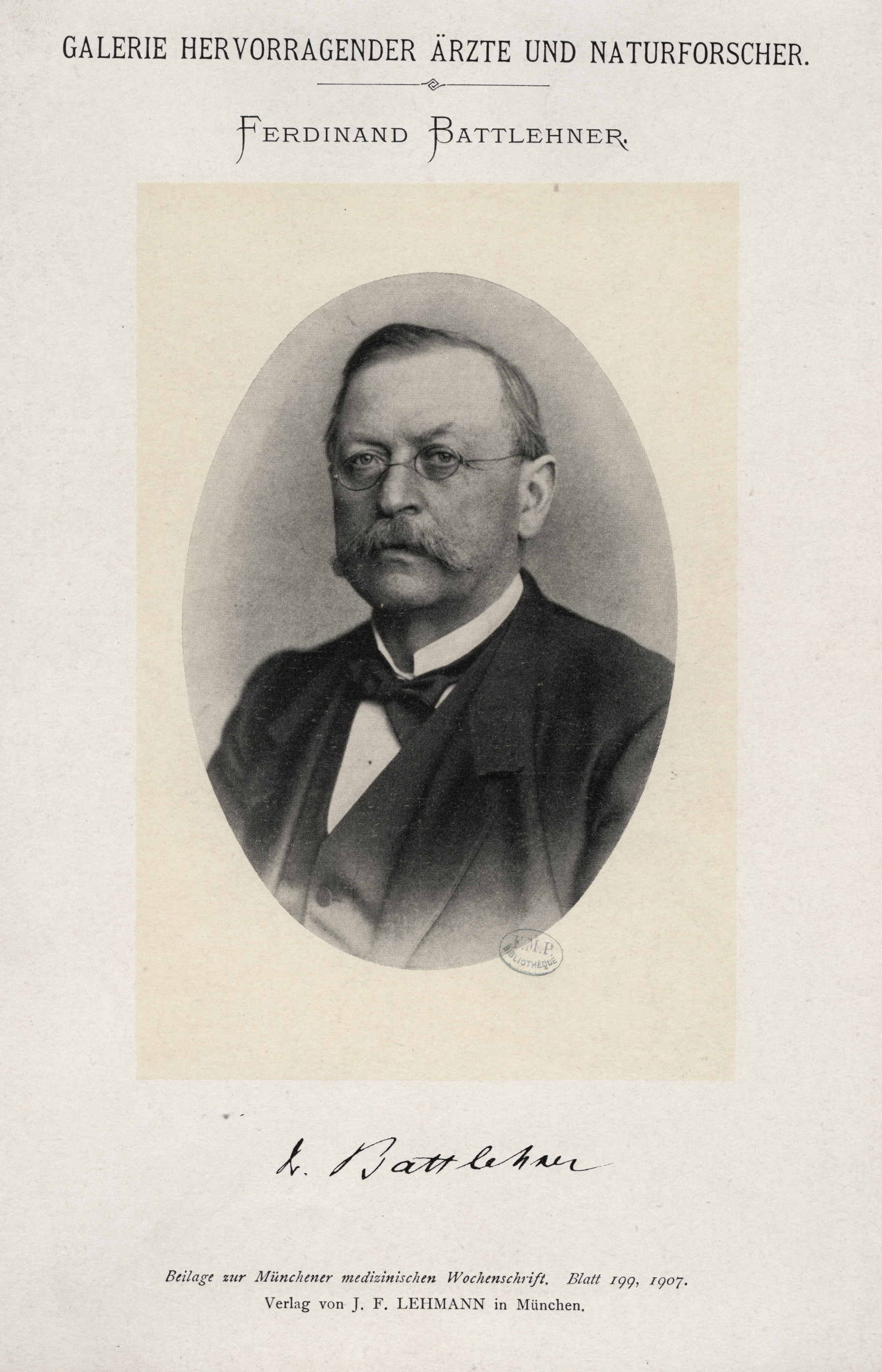
Ferdinand Battlehner CIPB0529

Ferdinand Battlehner (* 24. Februar 1824 in Wiesloch; † 16. November 1906 in Karlsruhe) war ein deutscher Arzt und Geheimrat.

## Leben und Karriere
Ferdinand Battlehner war der Sohn des Wieslocher Lehrers Johann Battlehner und dessen Ehefrau Philippine, eine geborene von Wetzel. Als sein Vater verstarb, er war zuletzt als Hauptlehrer in Östringen tätig gewesen, zog Ferdinand im Jahre 1838 mit seiner Mutter nach Rastatt um das dortige Lyzeum zu besuchen. Nachdem er als erfolgreicher Stipendiat sein Abitur gemacht hatte, wechselte er 1844 an die Ruprecht-Karls-Universität Heidelberg, um dort Medizin zu studieren. Schon 1848 konnte er sein Studium als Doktor der Medizin, Chirurgie und der Geburtshilfe beenden. Hiernach legte er noch die Staatsprüfungen in diesen Fachrichtungen ab, damit er auch als Arzt tätig werden konnte.
Schon während seines Studiums zog er aufgrund seines Talentes die Aufmerksamkeit des Heidelberger Arztes Franz Naegele auf sich, der ihn als Assistent in seine geburtsklinische Klinik berief. Seine erste Wirkungsstätte wurde nach Abschluss seiner beruflichen Qualifikationen Freiburg, wo er als Prosektor tätig wurde und als Privatdozent Vorträge in den Fächern Osteologie, Syndesmologie und pathologischer Anatomie hielt. Zwei Jahre später ging er zunächst für kurze Zeit als Arzt nach Waldkirch, ehe er sich dann in Renchen als praktischer Arzt der Medizin niederließ. Im nahegelegenen Ortenau zählte er zu den Mitbegründern des ärztlichen Vereins. Sein großes anatomisches Wissen, sein Geschick in der Chirurgie, seine medizinischen Kenntnisse sowie der empathische Umgang in der Kunst der Entbindung brachten im rasch ein hohes Ansehen, sowohl in der Bevölkerung als auch bei der badischen Regierung ein. Schon bald ernannte man ihn zum stellvertretenden Medizinalreferenten, dann zunächst zum stellvertretenden- kurz darauf zum hauptamtlichen Kreisoberhebearzt für den Mittelrheinkreis. Später (1866) wurde er noch Medizinalrat, dann Obermedizinalrat und zuletzt auch Geheimrat.
Nach seiner Versetzung im Jahre 1866 gründete Battlehner das Vereinsklinikum in Karlsruhe, in dem auch eine Schule für Krankenwärterinnen eingebunden war. Beide standen unter der Schirmherrschaft des von der Großherzogin Luise im Jahre 1859 gegründeten Badischen Frauenvereins. Nach Ausbruch des Deutsch-Französischen Kriegs 1870/71 ernannte ihn das Kriegsministerium zum Chefarzt des Karlsruher Garnisonslazaretts, das er auch noch über das Ende des Kriegs hinaus betreute. 1883 erhielt Battlehner des Weiteren eine Berufung als außerordentliches ständiges Mitglied des Kaiserlichen Gesundheitsamtes in Berlin. Auch als er sich im Jahre 1901 zur Ruhe gesetzt hatte, engagierte er sich weiter in der Krankenpflege und der Förderung des Frauenvereins. Im Besonderen widmete er sich auch weiterhin – wie schon zeitlebens – der Bekämpfung der Tuberkulose, wofür er bis weit in das Land Baden bekannt geworden war.
Zwei Jahre nach Battlehner Tod schuf der Vorstand der Abteilung für Landkrankenpflege einen „Battlehner-Unterstützungsfond“ für Landpflegerinnen. Aus diesem Fond wurden Ehrengeschenke an Landpflegerinnen verteilt, die eine zehnjährige „treue und tadellose Dienstzeit“ zurückgelegt hatten.

## Familie
Ferdinand Battlehner war verheiratet mit Luise geb. Knauf. Aus dieser Ehe gingen drei Kinder hervor, Emil Battlehner (* 29. April 1854 in Renchen) Beruf Soldat (Oberstleutnant), Frieda Battlehner (* 26. November 1857; † 19. Dezember 1924), und Theodor Battlehner (* 24. März 1864 in Renchen) Beruf Arzt und Medizinalrat.

## Ehrungen, Titel und Auszeichnungen
- 1868 Obermedizinalrat
- 1887 Geheimer Rat dritter Klasse
- 1896 Geheimer Rat zweiter Klasse
- Großkreuz des Zähringer Löwen
- Großkreuz des Bertholdordens
- Ehrenbürgerrecht der Stadt Renchen